# VanaH
VanaH株式会社（バナエイチ、英称:VanaH Co., LTD.）は、山梨県富士吉田市に本社を置き、天然水素水の製造・販売を行う企業である。2021年5月に、富士山天然水合同会社（ふじさんてんねんすい）に商号を変更している。

## 概要
- VanaHという天然水素水（ナチュラルミネラルウォーター）の製造及び販売を行っている。約14,500人の会員（代理店）を全国に展開している。
- 過去に消費者庁より「景品表示法に基づく措置命令」を受けている。[1]（同年内に改善対応を行っている）

## 沿革
- 2001年11月1日 - 「バナ株式会社」として設立。
- 2009年5月1日 - 「バナ株式会社」から「VanaH株式会社」に社名変更（登記上は新規設立で前会社との連続性はないが、本社は第一生産工場に置かれることになった）。
- 2012年10月18日 - 東京銀座支社を開設[2]。
- 2020年11月 - 「富士山天然水株式会社」に社名変更。
- 2021年5月 - 「富士山天然水合同会社」に社名変更。

## 製品
- 天然水素水Vana H（バナ エイチ） -（ナチュラルミネラルウォーター）
  - 富士山の地下深くを流れる伏流水を麓にある専用採水井戸から直接工場へ汲み上げてボトリンクしている。その水は、ミネラル分と天然の水素が豊富に含まれた「天然水素水」で、一般に言われている「水素水」（水素ガスを飽和状態まで溶かすなどしたもの）とは違い、何も手を加えていない富士山の自然が生んだ天然の水素を含んでいることから「天然水素水」と言っている。
  - 全国への発送は、採水地であり、本社・工場がある富士吉田市の第一生産工場から送っている。

## 米学術誌「PLOS ONE（プロスワン）」へ論文掲載
- 国立大学法人 鹿児島大学において、VanaHが提供した富士山の天然水素水を用いて行った実験の成果が、PLOS社[3]のPLOS ONE（プロスワン）[4]に論文として掲載されている。
  - 論文表題「Hydrogen Improves Glycemic Control in Type1 Diabetic Animal Model by Promoting Glucose Uptake into Skeletal Muscle」[5]
  - 人工水素水と天然水素水を用い比較した成果

## UNIDO IMRによる評価と景品表示法違反
中国の機関である国際連合工業開発機関国際環境資源監督管理機構（UNIDO-IMR）評価委員会より、VanaH株式会社の生産工程と製品管理が、環境資源管理システムの評価基準に適合しているとして評価証書が与えられた。
この評価を行ったUNIDO-IMRは、国連の専門機関である国際連合工業開発機関（UNIDO）とは関係がない。UNIDOは東京事務所のウェブサイトで、「特定の商品やサービスを推奨、または認定することはありません」として注意を喚起している。
しかし、VanaH株式会社は2011年（平成23年）10月-11月に「国連認定証を取得した」、「国連のロゴマークの使用許可を得た」と会員に宣伝しており、消費者庁は2012年（平成24年）12月20日に、「国際連合が、対象商品の品質について高く評価した事実はなく、国際連合がVanaH株式会社に対し、国際連合認定ロゴマークの使用許可を行った事実もなかった」として、不当景品類及び不当表示防止法違反（優良誤認）で再発防止等を求める措置命令を出した。なお、ここで言う「国際連合」には、「国際連合の専門機関」（UNIDO等）も含まれる。VanaH株式会社は、認証を受けた中国の機関を国連と関係があると誤認していたという旨の弁明をしたという。

## 社会貢献活動
- 世界の子どもたちの命を守る活動を支援する目的でエコキャップ運動を展開し、回収したキャップは「NPO法人エコキャップ推進協会」へ提供している。2011年（平成23年）8月1日から11月30日の期間には「エコキャップキャンペーン」として、メーカーを問わずペットボトルのキャップ100個で500mlの天然水素水VanaHと交換するキャンペーンを実施していた。
- ウガンダ共和国に天然水素水VanaHを無償提供。

## 宣伝

### イメージキャラクター
- 天然水素水の妖精 てんすいくん

### テレビCM
- 2008年（平成20年）から 韓国女優のチェ・ジウを起用。
- 2009年（平成21年）から 韓国女優のチェ・ジウとMiNo（本名並びに旧芸名：石山実乃、当社社長の石山久男の娘）を起用している。使用されている楽曲は「Forever Love」（歌：MiNo）。

### 提供番組
全て過去で、現在は放送されていない。

#### テレビ
- 徹子の部屋（毎週月曜日～金曜日、テレビ朝日系列）
- 土曜ワイド劇場（毎週土曜日、テレビ朝日系列）
- スーパーベースボール（テレビ朝日系列）
- Dramatic Game 1844（日本テレビ系列）

上記の他、東北・東海・北陸地方の放送局を中心に提供している番組がある。また2009年（平成21年）に放送された『ザ・プロ野球』（TBS系列）では中日対巨人戦の2試合の筆頭スポンサー（タイトルは「VanaHナイタースペシャル」）だった。

#### ラジオ
- MiNoの幸せ時間 - 枠買い取りによるMiNoの冠番組。CBCラジオ制作で全国ネット。
- MiNoKoBo!〜MiNoっちゃお!KoBoっちゃえ! - 同上。CBCラジオ制作でローカル番組。

### スポーツ
- VanaH杯KBCオーガスタゴルフトーナメント - 2008年より特別協賛。毎年8月最終週に福岡県・芥屋ゴルフ倶楽部で開催される日本ゴルフツアー機構（JGTO）公認の男子プロゴルフトーナメント。
- 北京国安足球倶楽部 - 2012年よりメインスポンサー。中国の総合企業グループである中信国安グループ（CITIC Group）が保有する中国サッカー・スーパーリーグのチーム。VanaHは同チームのオフィシャルドリンクに採用されている。

## 被害
VanaHの説明会などで「癌が治る」や「糖尿病が治る」や「花粉症が治る」など説明しそれに騙された人々(エージェント)が水を大量購入し多額の支払いをするなどのエージェント以外に家族などへの被害も多発している。